# Joe Brainard
Joe Brainard (11 de marzo de 1942 – 25 de mayo de 1994) fue un artista y escritor estadounidense asociado con la New York School.
Su trabajo innovador incluye collages, ensamblajes, dibujos, pinturas y diseños para cubiertas de libros y discos, escenarios y vestuario de teatro.
En particular fue pionero al usar cómics como un medio poético en colaboración con otros poetas a los que admiraba.
Es conocido por su libro de memorias «I Remember».

## Biografía

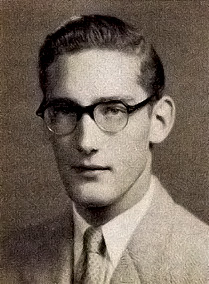
Kenward Elmslie en 1950.

Joe Brainard nació el 11 de marzo de 1942 en Salem, Fulton County, Arkansas, y pasó sus primeros años en Tulsa, Oklahoma.
Su abuelo escribía poemas. Su padre dibujaba y pintaba. Dos de sus tres hermanos se hicieron artistas. Su hermano John Brainard llegó a ser un pintor reconocido. Joe tuvo inquietudes artísticas desde niño y ganó varios concursos.
Brainard se hizo amigo de Ron Padgett, Dick Gallup y Ted Berrigan durante sus años de instituto al trabajar en la revista literaria The White Dove Review, que imprimió cinco números en el curso 1959-1960.
Escribieron a escritores que admiraban, como Allen Ginsberg y Jack Kerouac y les respondieron con unos poemas para publicar en la revista.
Tras el instituto, Brainard se reunió en Nueva York con los chicos de White Dove poco después de salir del Dayton Art Institute.
Estuvo dos años en Nueva York y uno en Boston. En el otoño de 1963 volvió a Nueva York.
Para 1965 Brainard ya había montado su primera exposición y estaba integrado en un círculo de amigos con Frank O'Hara, Kenneth Koch, Alex Katz, Edwin Denby, Larry Rivers, Fairfield Porter, James Schuyler, Jane Freilicher, Virgil Thomson, John Ashbery, Joseph LeSueur, Kenward Elmslie, Rudy Burckhardt, Yvonne Jacquette, Andy Warhol, John Ashbery, Jasper Johns, Ned Rorem, Anne Waldman, Lewis Warsh, Tony Towle, Tom Clark, Larry Fagin y Michael Brownstein entre otros.
En 1963 inició su relación con el poeta, novelista, libretista y artista de performance Kenward Elmslie, que duró hasta la muerte de Brainard en 1994. Durante un tiempo tuvo una relación con el actor Keith McDermott.
Expuso regularmente en las galerías Landau-Alan y Fischbach. Realizó exposiciones en el Museum of Modern Art, el Whitney Museum, Yale University Museum, la Corcoran Gallery of Art, Utah Museum of Fine Arts, Hamilton College, the New York Cultural Center, the Phyllis Kind Gallery (Chicago), the Benson Gallery (Southampton, N.Y.), the Gotham Bookmart, the School of Visual Arts, the Long Beach Museum of Art, y the Mandeville Gallery of the University of California at San Diego, y en las ciudades de Filadelfia, Kansas City, Newport, Paddington (Australia), Toronto y París.
Fue muy prolífico y produjo arte muy rápidamente en una época en que consumía anfetaminas. Por ejemplo, en 1975 su exposición en Fischbach la formaban 1500 miniaturas de tamaño inferior a una tarjeta postal.
Ilustró con dibujos y tiras de cómics cientos de poemas de poetas a los que admiraba.
C Comics y C Comics 2 fueron sus colaboraciones con poetas en forma de tiras de cómic.
Como artista tuvo mucho éxito hasta que hacia principios de la década de 1980 se retiró del mundo del arte.
Dedicó sus últimos años a la lectura y a hacer arte personal para sus amigos cercanos. En 1989 hizo un dibujo para cada uno de los 65 poemas del libro inSung Sex de su compañero Kenward Elmslie.
El 25 de mayo de 1994 Brainard murió de una neumonía inducida por el sida que padecía.
Sus cenizas fueron esparcidas en un prado en el norte de Vermont, donde pasó sus últimos 29 veranos con Kenward Elmslie. En lugar de una lápida colocaron una roca en el prado que veía desde su estudio, donde van sus amigos a recordarle.

## Trabajo

### Literario y visual
Brainard comenzó su carrera durante los inicios de la era del Pop Art, y aunque su trabajo tiene ciertas afinidades, no encaja en la definición del género:

‘Brainard knew and admired Warhol (Brainard sat for a Warhol screen test in 1964) ... but he was never a Pop artist in the strict sense. Warhol and Lichtenstein maintained an ironic distance from their subject matter. Brainard's relationship to the material world of popular culture was one of affection or amusement or both. Moreover, he was too protean to be stuck with Pop or any other label. In what now would be considered Postmodern fashion, he drew his materials and images from everywhere.‘
‘Brainard conocía y admiraba a Warhol (Brainard se sentó en una prueba de pantalla para Warhol en 1964) ... pero no fue un artista Pop en el sentido estricto de la palabra. Warhol y Lichtenstein mantuvieron una distancia irónica de su tema. La relación de Brainard con el mundo material de la cultura popular era de afecto o diversión o ambas. Más todavía, él era demasiado proteico para pegarse al Pop o a cualquier otra etiqueta. En lo que ahora consideraríamos moda posmoderna, tomó sus imágenes y materiales de todos los sitios.’
Constance M. Lewallen

El trabajo inimitable de Brainard se localiza en parte en su resistencia a la categorización, en su amplitud y compenetración con su asombro de lo cotidiano:

‘Joe Brainard is one of those unclassifiable artists ... who do several things well. In his case this resulted not in separate compartments but a unified whole. ... The same qualities shine forth in all that he produced: clarity, bold simplicity, accuracy of execution and feeling, humor, casual elegance, a charm that invites his audience in rather than keeping them at arm's length, and something grander but determinedly low key and offhand, a sense of the ordinary as sacramental.‘
‘Joe Brainard es uno de esos artistas inclasificables... que hacen varias cosas bien. En su caso esto no resultaba en compartimentos separados sino en un conjunto único. ... Las mismas cualidades brillan en todo lo que produjo: claridad, simplicidad atrevida, precisión en la ejecución y en sentimiento, humor, elegancia casual, un encanto que invita a su audiencia a mantenerse cerca, y algo más grande pero sutil, un sentido de lo ordinario como sacramental.’
Pressed Wafer

Especialmente en los collages, dibujos y pequeños trabajos en papel, Brainard transformó lo cotidiano en algo revelador:

‘Brainard seems to have been drawn to forms of containment, in which the unruly or rupturing experiences of life are brought into the kind of reductive clarity that we often associate with classical modalities. ... Not surprisingly, along with this gift for distillation, Brainard had an uncanny eye for essential, revelatory detail; these contribute to the vivid immediacy and spontaneity of his work. In essence, such specific distillations can be understood as a form of abstraction, not the abstraction we affiliate with non-representational art, but something perhaps closer to the poetics we have come to associate with the New York School of poetry: an "aesthetics of attention" as critic Marjorie Perloff has said about its most important avatar, Frank O'Hara. ... Distillation, specificity, and a keen sense of intimate scale allowed Brainard to locate the extraordinary in the ordinary and, curiously, something like the reverse; he could, with Nancy's help, make the extraordinary seem ordinary.‘
‘Brainard parece haber sido arrastrado a formas de contención, en las que las experiencias vitales rompedoras o revoltosas se traen a la clase de claridad reduccionista que asociamos con frecuencia con las modalidades clásicas... No es una sorpresa que con este regalo de destilación, Brainard tenía un ojo peculiar para el detalle esencial, revelador; Estas contribuyen a la inmediatez y espontaneidad de su trabajo. En esencia, esas destilaciones específicas pueden ser comprendidas como una forma de abstracción, no la abstracción que asociamos al arte no representativo, sino algo quizás más cercano a la poesía que hemos asociado a la escuela de poesía de la New York School: una estética de la atención como dijo la crítica Marjorie Perloff de su más importante representante, Frank O'Hara. ... La destilación, la especificidad y un agudo sentido de la escala íntima permitió a Brainard localizar lo extraordinario en lo ordinario y, curiosamente, algo como lo contrario; él podía, con la ayuda de Nancy, hacer que lo extraordinario pareciera ordinario.’
Ann Lauterbach

### «I Remember»
«I Remember» es radicalmente distinto del libro de memorias convencional. Sus hábiles yustaposiciones de lo banal con lo revelador, lo muy particular con lo aparentemente universal se acumulan en una descripción compleja de su niñez en las décadas de 1940 y 1950 en Oklahoma y su vida en Nueva York en las décadas de 1960 y 1970.

‘I remember saying «thank you» when the occasion doesn’t call for it.
 I remember the only time I ever saw my mother cry. I was eating apricot pie.
 I remember empty towns. Green tinted windows. And neon signs just as they go off.
 I remember that my father scratched his balls a lot.
 I remember getting rid of everything I owned on two occasions.‘
‘Me acuerdo de decir «gracias» en ocasiones que no lo requieren.
 Me acuerdo de la única vez que he visto llorar a mi madre. Me estaba comiendo una tarta de albaricoque.
 Me acuerdo de los pueblos vacíos. De las lunas tintadas de verde. Y de los carteles de neón justo cuando se apagan.
 Me acuerdo de que mi padre se rascaba las pelotas un montón.
 Me acuerdo de haberme deshecho de todo lo que tenía en dos ocasiones.’
Joe Brainard

Paul Auster dijo de «I Remember»:

‘I Remember is a masterpiece. One by one, the so-called important books of our time will be forgotten, but Joe Brainard's modest little gem will endure. In simple, forthright, declarative sentences, he charts the map of the human soul and permanently alters the way we look at the world. I Remember is both uproariously funny and deeply moving. It is also one of the few totally original books I have ever read.‘
‘I Remember es una obra maestra. Uno a uno, los libros llamados importantes en nuestro tiempo serán olvidados, pero la pequeña joya de Joe Brainard perdurará. En frases simples, directas, declarativas, hace el mapa del alma humana y altera permanentemente la forma en que miramos al mundo.I Remember es estruendosamente divertido y profundamente emocionante. También es uno de los pocos libros totalmente originales que he leído nunca.’
Paul Auster

«I Remember» inspiró muchos homenajes, entre ellos el notable Je me souviens (1978) de  Georges Perec (del grupo literiario OuLiPian) dedicado a Brainard.
El poeta Kenneth Koch fue el primero que utilizó en clase «I Remember» para incitar a los alumnos a escribir poesía. La simplicidad de la forma tiene un gran atractivo para escritores y profesores, aunque la mayoría que lo usa no conoce su origen.
En 1998 los cineastas David Chartier y Avi Zev Weider presentaron su cortometraje de 20 minutos «I Remember» en el Sundance Film Festival. La película es una adaptación del libro de Brainard y fue exhibida en 25 festivales de cine en todo el mundo. Se estrenó en enero de 1999. El novelista Paul Auster fue el productor ejecutivo. Los actores protagonistas son John Cameron Mitchell y Liam Aiken.
En 2012 el cineasta Matt Wolf presentó el cortometraje documental de 24 minutos I Remember: A Film About Joe Brainard en el que usó películas de archivo y grabaciones de las lecturas de Brainard y una entrevista a su amigo, colaborador, el poeta Ron Padgett.
El italiano Pier Paolo Pasolini y la libanesa Zeina Abirached usaron la fórmula.
En 2014 la autora mexicana Margo Glantz escribió el libro Yo también me acuerdo.
El poeta español Luis Alberto de Cuenca en su poemario «Cuaderno de vacaciones» (2015) , incluye un poema titulado “Me acuerdo de...”, construido con el mismo recurso: «Me acuerdo del pelmazo de Proust / siempre que desayuno magdalenas».
El escritor español Miguel Ybarra Otín, en su libro Todo lo que pasa cuando nada pasa (2024), adopta esa misma forma y comienza todos los párrafos con la palabra "Recuerdo", con saltos en espacio y tiempo pero siempre hilvanando los recuerdos temáticamente. Narra así desde sus primeros recuerdos hasta sus siete años en China.

### Publicaciones
- I Remember (Angel Hair, 1970)
  - I Remember More (Angel Hair, 1972)
  - More I Remember More (Angel Hair, 1973)
  - I Remember Christmas (Museum of Modern Art, 1973)
  - I Remember (first collected edition, Full Court Press, 1975)
  - I Remember (new edition, Penguin, 1995)
  - I Remember (new edition, Granary Books, 2001, 4th printing 2005)
- Selected Writings (Kulchur, 1971)
- Bolinas Journal (Big Sky, 1971)
- Some Drawings of Some Notes to Myself (Siamese Banana, 1971)
- The Cigarette Book (Siamese Banana, 1972)
- The Banana Book (Siamese Banana, 1972)
- The Friendly Way (Siamese Banana, 1972)
- New Work (Black Sparrow, 1973)
- 12 Postcards (Z Press, 1975)
- 29 Mini-Essays (Z Press, 1978)
- 24 Pictures & Some Words (BLT, 1980)
- Nothing to Write Home About (Little Caesar, 1981)
- Ten Imaginary Still Lifes (Boke Press, 1995)
- The Nancy Book (Siglio Press, 2008)ISBN 978-0-9799562-0-1
- The Collected Writings of Joe Brainard (Library of America, 2012)ISBN 978-1-59853-149-7[18]

### Obra colaborativa
- Some Things (C Press, New York, 1964), con Ron Padgett y Ted Berrigan
- The Baby Book (Boke Press, 1965), con Kenward Elmslie
- Bean Spasms (Kulchur, 1967) con Ted Berrigan y Ron Padgett
- The 1967 Game Calendar (Boke Press, 1967), con Kenward Elmslie
- 100,000 Fleeing Hilda (Boke Press, 1967), con Ron Padgett
- The Drunken Boat (impresión privada), con Ted Berrigan
- The Champ (Black Sparrow, 1968), con Kenward Elmslie
- Album (Kulchur, 1969), con Kenward Elmslie
- Recent Visitors (Best & Co./Boke Press, 1971), con Bill Berkson
- Neil Young (The Coach House Press, 1971), con Tom Clark
- Sufferin' Succotash/Kiss My Ass (Adventures in Poetry, 1971), con Ron Padgett/Michael Brownstein)
- Self-Portrait (Siamese Banana, 1972) con Anne Waldman
- Shiny Ride (Boke Press, 1972), con Kenward Elmslie
- The Class of '47 (Bouwerie Editions, 1973; SUNY Buffalo Art Gallery, 2007), con Robert Creeley
- The Vermont Notebook (1975), con John Ashbery
- I Love You, de Kooning (Bolinas, Calif.: Yanagi Broadside late 1970s), con Bill Berkson
- gAy BCs (Finial Press, 1976), con Jonathan Williams.
- 1984 Comics (Marz Verlag, 1983), colaboraciones con Bill Berkson, Ted Berrigan, Michael Brownstein, Kenward Elmslie, Larry Fagin, Barbara Guest, Kenneth Koch, Harry Mathews, Frank O'Hara, Ron Padgett, Peter Schjeldahl, James Schuyler y Tony Towle
- Sung Sex (Kulchur, 1989), con Kenward Elmslie
- Pay Dirt (Bamberger Books, 1992), con Kenward Elmslie[18]

### Exposiciones en solitario
| 2019 | 100 Works, Tibor de Nagy Gallery, New York |
| 2012 | Painting the Way I Wish I Could Talk, Tibor de Nagy Gallery, New York |
| 2008 | The Nancys, Tibor de Nagy Gallery, New York The Nancys, Colby College, Waterville, ME |
| 2007 | The Erotic Work, Tibor de Nagy Gallery, New York Joe Brainard: People of the World: Relax! UBA Art Galleries, Buffalo, NY "If Nancy Was ...", Fischbach Gallery, NY |
| 2005 | 35 Pictures and Some Words, Brazos Project, Houston, TX |
| 2004 | Selected Work, Tibor de Nagy Gallery, New York |
| 2001 | Joe Brainard: A Retrospective, University of California, Berkeley Art Museum, Berkeley, CA; viajó al Boulder Museum of Contemporary Art, Boulder, CO; P.S.1 Contemporary Art Center, New York; Donna Beam Fine Art Gallery, University of Las Vegas, Las Vegas, NV Selected Work, Tibor de Nagy, New York |
| 1997 | A Retrospective, Tibor de Nagy, New York |
| 1987 | Mandeville Gallery, University of California, San Diego, CA |
| 1980 | Long Beach Museum of Art, Long Beach, CA |
| 1978 | Joe Brainard: Fête d'Hiver, Root Art Center, Hamilton College, Clinton, NY |
| 1976 | FIAC, Paris, France Coventry Gallery, Paddington, Australia Suzette Schochett Gallery, Newport, RI E.G. Gallery, Kansas City, KS Vick Gallery, Philadelphia, PA |
| 1975 | Fischbach Gallery, New York; también 1974, 1972 y 1971 |
| 1973 | 102 Works on Paper, 1966–1972, Utah Museum of FIne Arts, Salt Lake City, UT |
| 1972 | New York Cultural Center, New York School of Visual Arts, New York |
| 1971 | Gotham Book Mart and Gallery, New York; también 1968 |
| 1970 | Phyllis Kind Gallery, Chicago, IL |
| 1969 | Landau-Alan Gallery, New York; también 1967 |
| 1968 | Jerold-Morris Gallery, Toronto, Canadá |
| 1965 | The Alan Gallery, New York |

Las obras de Brainard están en colecciones de Berkeley Art Museum, Chase Manhattan Bank, Baron Guy de Rothschild, Fogg Museum, Harvard; Metropolitan Museum of Art, Museum of Modern Art, Rhode Island School of Design Art Museum, Time-Life, Inc,. Whitney Museum of American Art, entre otros. The Mandeville Special Collections Library de UCSD también tiene un gran archivo de obras de Brainard coleccionadas por Robert Butts de 1960 a 1992.
Su trabajo para el teatro incluye diseños de escenario para la obra The General Returns from One Place to Another de Frank O'Hara y The Baptism de LeRoi Jones. Brainard también hizo escenarios y vestuario para Dance Troupe de Louis Falco  y la Joffrey Ballet Company.